# Östers IF Dam
Östers IF Dam (Östers damlag) var en fotbollsklubb för damer under åren 1981–2014, klubben var en del av Östers IF.

## Historik
Östers damlag bildades år 1981 genom att man tog över FK Växjös damsektion. Damlaget spelade därefter omväxlande i Division 1 och i Damallsvenskan – i den senare serien spelade laget åren 1994–95, 1997, 1999–01 och 2003.
År 2002 vann Östers damlag Division 1 södra och flyttades upp i Damallsvenskan. År 2003 spelade laget i Damallsvenskan och kom där på 11:e plats och flyttades, liksom herrarna, ner en division. År 2004 spelade Östers damlag således åter i Division 1 Södra. Östers damlag var 1 poäng från att ta sig tillbaka till allsvenskan år 2010 och ett år senare, år 2011, kom laget på tredje plats i Söderettan. 
Säsongen 2013 spelade laget i nybildade Elitettan. Laget slutade näst sist och flyttades ner till Division 1 kommande säsong. Division 1 var då den tredje nivån i den svenska ligan. Flera spelare lämnade laget för Växjö DFF som var på väg att bildas. Östers IF förde diskussioner om ett samgående, men det blev ingen överenskommelse.
År 2014 upphörde damlaget på grund av spelarbrist. Kvarvarande spelare gick till Växjö DFF som då bildats.